# Laplatska pliskavka
Laplatski delfin (znanstveno ime Pontoporia blainvillei) je vrsta rečnih delfinov, ki pa za razliko od drugih vrst rečnih delfinov živi v slanih vodah in somornih estuarijih jugovzhodne Južne Amerike.

## Taksonomija
Laplatski delfin je edina vrsta v svojem rodu in jo pogosto uvrščajo v samostojno družino, Pontoporiidae. Vrsto sta leta 1844 prva opisala Paul Gervais in Alcide d'Orbigny. Znanstveno ime blainvillei je delfin dobil po francoskem zoologu de Blainvillu. Delfinu v Argentini in v Urugvaju rečejo Franciscana, ime pa se je uveljavilo tudi drugod po svetu. V Braziliji delfinu rečejo toninha ali cachimbo.

## Opis
Laplatski delfin ima med vsemi rečnimi delfini proporcionalno največji kljun, saj pri odraslih živalih doseže okoli 15% telesne dolžine. Samci zrastejo do 1,6 m, samice pa do 1,8 m. Hrbet in boki so rjavo sive barve, trebuh pa je svetlejši. Plavuti so prav tako relativno velike in široke, pri stiku s telesom pa se zožajo.Robovi plavuti so nazobčani. Polkrožno oblikovana nosna odprtina se nahaja tik pred vratno gubo, zaradi česar se zdi, da ima delfin glavo vedno obrnjeno rahko navzgor. Hrbtna plavut ima dolgo bazo in je na vrhu zaobljena.
Laplatski delfin doseže do 50 kg in lahko doseže starost 20 let. Samica je breja od 10 do 11 mesecev, mladiči pa odrastejo v nekaj letih. Samice spolno dozorijo okoli petega leta.
Običajno je laplatski delfin samotarska žival, občasno pa se združuje v manjše jate. Zabeleženih je tudi nekaj opažanj večjih jat, v katerih je bilo združenih do 15 osebkov. Kot vsi delfini se tudi laplatski delfin prehranjuje izključno z ribami in morskimi nevretenčarji kot so lignji in hobotnice, občasno pa tudi z raki. Sami so plen nekaterih vrst morskih psov in ork.

## Razširjenost
Laplatski delfin se zadržuje v somornih vodah rek, med katerimi je tudi estuarij reke Río de la Plata, po kateri je dobil ime. Pogosto se zadržuje tudi v obalnih vodah Atlantika, od Ubatube v Braziliji pa vse do polotoka Valdés v Argentini.
Vrsta velja za ranljivo in je uvrščena na IUCN Rdeči seznam ogroženih vrst. Veliko jih konča v mrežah lokalnih ribičev, občasno pa se na njih izvaja tudi organiziran lov.